# Bjelušine
Bjelušine (cyr. Бјелушине) – wieś w Bośni i Hercegowinie, w Republice Serbskiej, w gminie Rudo. W 2013 roku liczyła 155 mieszkańców.